# Olle Södergran
Olle Södergran, född 23 september 1991 i Stockholm, är en svensk kompositör som huvudsakligen skriver musik för film och visuella medier. 
Södergrans stil kombinerar orkestral musik med element av ljuddesign och elektronisk musik. Södergran startade sin karriär som gitarrist och låtskrivare i rockbandet Pompei Nights 2009-2013. Med bandet medverkade Södergran bland annat i dokumentärserien Rockstjärnor på TV4-Play.
Efter att bandet lades ner flyttade Södergran till London där han studerade på British & Irish Modern Music Institute (BIMM) 2014 till 2017. Året därpå släppte Södergran den orkestrala EP:n Lacuna som spelades in i London och som begynnande ur hans intresse för klassisk musik. Under 2022 tog Södergran steget mot filmisk popmusik då han släppte singeln Black & Blue.
Södergran vann pris för bästa ljud med filmen In Every Room So Hushed i Sveriges Kortfilmfestival 2022.
Södergran är äldre bror till den professionelle ishockeyspelaren Johan Södergran.